# Цвиккер, Вёрджил
Вёрджил Цви́ккер (англ. Virgil Zwicker; род. 26 июня 1982, Сан-Диего) — американский боец смешанного стиля, представитель тяжёлой и полутяжёлой весовых категорий. Выступает на профессиональном уровне начиная с 2003 года, известен по участию в турнирах таких бойцовских организаций как Strikeforce, Bellator, League S-70, WCFA, KSW и др.

## Биография
Вёрджил Цвиккер родился 26 июня 1982 года в индейской резервации Сан-Паскуаль округа Сан-Диего, штат Калифорния, детство провёл в индейском племени кумеяай ипай. Его отец работал водителем грузовика, а мать сидела дома с детьми — у Вёрджила 11 братьев и сестёр. Один из братьев серьёзно занимался боксом, становился победителем турнира «Золотые перчатки» и впоследствии принимал участие в его бойцовской подготовке.
Учился в старшей школе в городе Эскондидо, где проявил себя как талантливый футболист. С юных лет испытывал проблемы с законом, впервые был арестован полицией ещё в одиннадцать лет и затем неоднократно привлекался к ответственности за нападения на людей, в период 1994—2005 годов бо́льшую часть времени провёл в детских исправительных колониях и тюрьмах.

### Начало профессиональной карьеры
Дебютировал в смешанных единоборствах на профессиональном уровне в апреле 2003 года, победил своего соперника техническим нокаутом на первой же минуте первого раунда. Дрался преимущественно на территории Калифорнии, выступал в различных небольших американских промоушенах, таких как Total Combat, Galaxy Productions, Gladiator Challenge и др. Во всех поединках неизменно становился победителем, в частности в сентябре 2009 года взял верх над довольно сильным соотечественником Овинсом Сен-Прё. Первое в карьере поражение потерпел в августе 2010 года, единогласным решением судей от Коди Гудейла.

### Strikeforce
Имея в послужном списке девять побед и только одно поражение, Цвиккер привлёк к себе внимание крупной американской организации Strikeforce, но проявил себя здесь не очень удачно — в дебютном поединке был нокаутирован Лаваром Джонсоном. В 2011 и 2012 годах провёл ещё два боя в Strikeforce, в первом случае выиграл техническим нокаутом у Бретта Элби, во втором — проиграл по очкам Гуту Иносенти.

### Bellator MMA
Когда в 2013 году Strikeforce прекратил своё существование, Вёрджил Цыиккер перешёл в другой крупный американский промоушн Bellator MMA. В течение нескольких последующих лет выступал с переменным успехом, одолел таких известных бойцов как Майк Хейз, Хьюстон Александр, Разак Аль-Хассан, Дэн Чарльз, но проиграл Линтону Васселлу и Брайану Роджерсу. Также в одном из его поединков с Хьюстоном Александром была зафиксирована ничья.

### Поздняя карьера
Покинув Bellator, с 2017 года Цвиккер выступает преимущественно в России. Так, на турнире WCFA в Грозном он встречался с российским самбистом Зелимханом Умиевым и проиграл ему сдачей, попавшись на болевой приём «кимура». Принимал участие в восьмом турнире «Плотформа S-70» в Сочи, где уже на пятнадцатой секунде нокаутировал россиянина Николая Рачека.
В декабре 2017 года выходил в клетку против известного российского тяжеловеса Александра Емельяненко и проиграл техническим нокаутом в первом раунде.

## Статистика в профессиональном ММА
| Боёв 26  | Побед 17 | Поражений 8 |
| -------- | -------- | ----------- |
| Нокаутом | 13       | 2           |
| Сдачей   | 2        | 4           |
| Решением | 2        | 2           |
| Ничьи    | 1        | 1           |

| Результат | Рекорд | Соперник              | Способ                       | Турнир                                       | Дата             | Раунд | Время | Место                 | Примечание                                           |
| --------- | ------ | --------------------- | ---------------------------- | -------------------------------------------- | ---------------- | ----- | ----- | --------------------- | ---------------------------------------------------- |
| Победа    | 17-8-1 | Аттила Вег            | KO (удары руками)            | Oktagon 12                                   | 8 июня 2019      | 1     | 3:18  | Братислава, Словакия  |                                                      |
| Поражение | 16-8-1 | Александр Романов     | Сдача (залом шеи)            | Лига S-70: Плотформа 9                       | 22 августа 2018  | 1     | 1:15  | Сочи, Россия          |                                                      |
| Поражение | 16-7-1 | Александр Емельяненко | TKO (удары руками)           | WCFA: Грозная битва 44                       | 17 декабря 2017  | 1     | 3:03  | Грозный, Россия       |                                                      |
| Победа    | 16-6-1 | Николай Рачек         | KO (удары руками)            | Лига S-70: Плотформа 8                       | 8 августа 2017   | 1     | 0:15  | Сочи, Россия          | Бой в тяжёлом весе.                                  |
| Поражение | 15-6-1 | Зелимхан Умиев        | Сдача (кимура)               | WCFA: Грозная битва 38                       | 21 мая 2017      | 1     | 1:14  | Грозный, Россия       |                                                      |
| Победа    | 15-5-1 | Дэн Чарльз            | TKO (удары руками)           | Bellator 162                                 | 21 октября 2016  | 2     | 4:31  | Мемфис, США           | Бой в тяжёлом весе.                                  |
| Поражение | 14-5-1 | Брайан Роджерс        | Сдача (треугольник руками)   | Bellator 147                                 | 4 декабря 2015   | 2     | 4:38  | Сан-Хосе, США         |                                                      |
| Победа    | 14-4-1 | Разак Аль-Хассан      | KO (удар рукой)              | Bellator 137                                 | 15 мая 2015      | 1     | 3:51  | Темекьюла, США        | Бой в промежуточном весе 93,4 кг.                    |
| Победа    | 13-4-1 | Хьюстон Александр     | Раздельное решение           | Bellator 132                                 | 16 января 2015   | 3     | 5:00  | Темекьюла, США        |                                                      |
| Ничья     | 12-4-1 | Хьюстон Александр     | Ничья (решением большинства) | Bellator 129                                 | 17 октября 2014  | 3     | 5:00  | Каунсил-Блафс, США    | Бой в промежуточном весе 97,5 кг.                    |
| Поражение | 12-4   | Линтон Васселл        | Сдача (удушение сзади)       | Bellator 122                                 | 25 июля 2014     | 1     | 1:07  | Темекьюла, США        |                                                      |
| Победа    | 12-3   | Майк Хейз             | KO (удар рукой)              | KSW 25: Khalidov vs. Sakurai                 | 7 декабря 2013   | 1     | 1:12  | Вроцлав, Польша       | Бой в промежуточном весе 94,8 кг. Лучший бой вечера. |
| Победа    | 11-3   | Ник Могхадден         | TKO (удары руками)           | Bellator 99                                  | 13 сентября 2013 | 1     | 3:22  | Темекьюла, США        |                                                      |
| Поражение | 10-3   | Гуту Иносенти         | Единогласное решение         | Strikeforce: Barnett vs. Cormier             | 19 мая 2012      | 3     | 5:00  | Сан-Хосе, США         | Вернулся в полутяжёлый вес.                          |
| Победа    | 10-2   | Бретт Элби            | TKO (удары руками)           | Strikeforce: Diaz vs. Daley                  | 9 апреля 2011    | 1     | 1:46  | Сан-Диего, США        |                                                      |
| Поражение | 9-2    | Лавар Джонсон         | KO (удары руками)            | Strikeforce Challengers: Bowling vs. Voelker | 22 октября 2010  | 1     | 2:17  | Фресно, США           |                                                      |
| Победа    | 9-1    | Эдди Сапп             | Сдача (удушение сзади)       | Native Fighting Championship 6               | 14 августа 2010  | 1     | 2:01  | Кампо, США            |                                                      |
| Поражение | 8-1    | Коди Гудейл           | Единогласное решение         | Gladiator Challenge: Maximum Force           | 25 апреля 2010   | 3     | 5:00  | Сан-Джасинто, США     | Вернулся в тяжёлый вес.                              |
| Победа    | 8-0    | Овинс Сен-Прё         | TKO (удары руками)           | Top Combat Championship 1                    | 26 сентября 2009 | 2     | 0:46  | Сан-Хуан, Пуэрто-Рико | Дебют в полутяжёлом весе.                            |
| Победа    | 7-0    | Уильям Ричи           | Единогласное решение         | Called Out MMA 1                             | 15 августа 2009  | 3     | 5:00  | Онтэрио, США          |                                                      |
| Победа    | 6-0    | Бакли Акоста          | TKO (удары руками)           | Gladiator Challenge: Venom                   | 23 апреля 2009   | 1     | 2:59  | Паума-Вэлли, США      |                                                      |
| Победа    | 5-0    | Дейв Диас             | Сдача                        | GC 85: Cross Fire                            | 25 октября 2008  | 1     | 1:41  | Сан-Диего, США        |                                                      |
| Победа    | 4-0    | Абрахам Рамирес       | TKO (удары руками)           | Apocalypse Fights 1                          | 7 августа 2008   | 1     | N/A   | Алабама, США          |                                                      |
| Победа    | 3-0    | Тай Монтгомери        | TKO (удары руками)           | Galaxy Productions                           | 24 августа 2007  | 1     | 0:41  | Калифорния, США       |                                                      |
| Победа    | 2-0    | Том Хуберт            | TKO (остановлен врачом)      | Total Combat 10                              | 15 октября 2005  | 2     | 1:54  | Сан-Диего, США        |                                                      |
| Победа    | 1-0    | Дэнис Холл            | TKO (удары руками)           | CFF: Cobra Classic 9                         | 16 апреля 2003   | 1     | 0:58  | Анза, США             |                                                      |